# Vlag van Karakalpakstan

Vlag van Karakalpakstan

De vlag van Karakalpakstan bestaat uit drie even hoge horizontale banen in de kleuren blauw, gele oker en groen die van elkaar gescheiden worden door een smalle rode en een nog smallere witte baan. Aan de hijszijde van de vlag, in de blauwe baan, staan een witte halve maan en vijf witte sterren. De vlag is gebaseerd op de vlag van Oezbekistan, het land waar Karakalpakstan een autonome republiek van is.
Ten tijde van de Sovjet-Unie werd het uitdragen van een Karakalpakse identiteit tegengegaan. Na de onafhankelijkheid van Oezbekistan kregen de Karakalpakken meer vrijheden, waaronder ook het recht om een eigen vlag te voeren (zoals hieronder vermeld had het gebied onder Sovjet-bestuur ook een eigen vlag, maar deze had het standaardpatroon van een Sovjet-vlag). Op 14 februari 1992 werd de huidige vlag dan ook aangenomen.

## Historische vlaggen
In 1924, toen het gebied onder beheer van de Sovjet-Unie viel, werd de Karakalpakse autonome oblast gecreëerd; deze viel eerst onder de Kazachse ASSR, werd in 1930 onder de Russische SFSR geplaatst en, na in 1932 hernoemd te zijn tot Karakalpakse ASSR, onder de Oezbeekse SSR geplaatst in 1936. Ondertussen kreeg het gebied in 1934 zijn eerste vlag. Deze werd in 1937 vervangen om uit te drukken dat de Karakalpakse ASSR onder Oezbekistan valt. In 1941 schakelde de Karakalpakse taal over van een aangepast Latijns alfabet op het Cyrillisch alfabet en werd het opschrift op de vlag ook veranderd. In 1952 werd de vlag aangepast aan de vlag van Oezbekistan, die in datzelfde jaar werd aangenomen.
|  |  |
|  |  |